# سرسوسماری بینی‌کوتاه
سرسوسماری بینی‌کوتاه (نام علمی: Lepisosteus platostomus) نام یک گونه از تیره ماهی سرسوسماری است.